# The Crux
The Crux — третий студийный альбом американского актёра и музыканта Джо Кири, известного в музыке под псевдонимом Djo. Альбом вышел 4 апреля 2025 года на лейбле Djo Music (via AWAL) и стал продолжением его предыдущего альбома Decide (2022). Кири выступил сопродюсером The Crux вместе со своим частым коллегой Адамом Тейном в Electric Lady Studios в Нью-Йорке. Альбому предшествовали три сингла — «Basic Being Basic», «Delete Ya» и «Potion». Для продвижения «The Crux» Кири отправился в мировое турне «Back on You» с февраля по июнь 2025 года. Альбом получил в целом положительные отзывы музыкальных критиков.

## Предыстория
Джо Кири добился прорыва в своей музыкальной карьере под псевдонимом Djo с песней «End of Beginning» (2024), номинированной на Brit Awards. Одна из синглов с его второго студийного альбома Decide (2022), она стала шестой песней с наибольшим количеством потоков в 2024 году и попала в чарты 41 страны, в том числе США с пиком на 11 месте. Она также получила сертификацию почти в 20 странах. Кири начал анонсировать свой третий альбом в социальных сетях в начале 2025 года.

## Производство и композиция
Над The Crux Кири работал со своим частым соавтором Адамом Тейном. Они совместно спродюсировали альбом в Electric Lady Studios в Нью-Йорке. Согласно DIY, лирические темы сосредоточены на «отеле, в котором живут постояльцы, находящиеся на перепутье в своей жизни».

## Отзывы
| Совокупная оценка    | Совокупная оценка |
| Источник             | Оценка            |
| -------------------- | ----------------- |
| AnyDecentMusic?      | 7.4/10            |
| Metacritic           | 76/100            |
| Оценки критиков      |                   |
| Источник             | Оценка            |
| AllMusic             | [ 1 ]             |
| Clash                | 8/10              |
| DIY                  | [ 8 ]             |
| Dork                 | 4/5               |
| The Line of Best Fit | 8/10              |
| Paste                | 8.2/10            |
| Pitchfork            | 5.9/10            |
| Rolling Stone        | [ 13 ]            |

Альбом получил положительные отзывы музыкальных критиков.
На сайте Metacritic, который присваивает средневзвешенную оценку из 100 баллов отзывам основных критиков, альбом получил средний балл 76, основанный на 8 отзывах, что означает «в целом благоприятные отзывы».
Мэтт Коллар из AllMusic отметил, что «Альбом, последовавший за альбомами 2020 года Twenty Twenty и 2022 года Decide, в очередной раз демонстрирует, как Кири потакает своим поп-страстям и предлагает новое творческое окно в свою личность, на которую лишь намекает любимый бывший школьный качок, превратившийся в праведного крутого чувака Стива Харрингтона из сериала „Stranger Things“. Как фирменная кефаль и дьявольская улыбка Кири в роли Стива навевают мысли о харизме 80-х, так и его музыка в роли Джо обладает столь же вызывающими качествами. Это синти, винтажные поп-гимны в стиле 70-х и 80-х, которые вибрируют звёздной пылью виниловой эпохи. На самом деле, Кири часто так мастерски передаёт эстетические вибрации своего звучания, что его песни могли бы сойти за пастиш, если бы не были так чертовски запоминающимися и убедительными. Это тот тип мгновенно заражающих и захватывающих настроение гимнов, которые остаются с вами и просят многократного прослушивания. В прошлом Кири опирался на извилистый синти-поп таких исполнителей, как Kraftwerk и Томас Долби. И, безусловно, здесь, язвительное занудство такой песни, как „Basic Being Basic“, звучит как духовный наследник абсурдистских электросатир, которыми был отмечен альбом 2022 года „Decide“. Однако альбом быстро раскрывает более органичный и эмоционально текстурированный поп/рок, ориентированный на альбомы. С альбомом The Crux Кири не просто доказывает, что он не просто занимает своё место в мире поп-музыки как Djo, он обрёл дом».

## Список композиций
| №                   | Название                      | Длительность |
| ------------------- | ----------------------------- | ------------ |
| 1.                  | «Lonesome Is a State of Mind» | 4:19         |
| 2.                  | «Basic Being Basic»           | 2:38         |
| 3.                  | «Link»                        | 3:15         |
| 4.                  | «Potion»                      | 2:47         |
| 5.                  | «Delete Ya»                   | 3:23         |
| 6.                  | «Egg»                         | 4:35         |
| 7.                  | «Fly»                         | 5:25         |
| 8.                  | «Charlie's Garden»            | 3:25         |
| 9.                  | «Gap Tooth Smile»             | 2:58         |
| 10.                 | «Golden Line»                 | 3:22         |
| 11.                 | «Back on You»                 | 5:23         |
| 12.                 | «Crux»                        | 3:43         |
| Общая длительность: | Общая длительность:           | 45:13        |

## Чарты
| Чарт (2025)                                   | Высшая позиция |
| --------------------------------------------- | -------------- |
| Австралия (ARIA)                              | 31             |
| Бельгия/Фландрия (Ultratop)                   | 99             |
| Бельгия/Валлония (Ultratop)                   | 186            |
| Канада (Canadian Albums Chart)                | 96             |
| Ирландия (IRMA)                               | 92             |
| Новая Зеландия (RMNZ)                         | 34             |
| Шотландия (Scottish Albums Chart)             | 11             |
| Великобритания (UK Albums Chart)              | 54             |
| Великобритания (UK Independent Albums Chart)  | 9              |
| США (Billboard 200)                           | 50             |
| США (Billboard Independent Albums)            | 11             |
| США Top Rock & Alternative Albums (Billboard) | 10             |